# Yano Kentarō (Mathematiker)
Yano Kentarō (jap. 矢野 健太郎; * 1. März 1912 in Tokio; † 1993) war ein japanischer Mathematiker, der sich mit Differentialgeometrie beschäftigte.

## Leben
Yano studierte ab 1931 Mathematik an der Universität Tokio, wobei er sich insbesondere mit Differentialgeometrie beschäftigte (motiviert durch Einsteins Allgemeine Relativitätstheorie) und dazu auch 1936 mit einem Stipendium zu Élie Cartan nach Paris fuhr und dort mit der Schrift Les espaces à connexion projective et la géométrie projective des "paths" promovierte. 1938 war er wieder in Tokio, wo er an der Tōkyō Kōgyō Daigaku, der Technischen Universität Tokio (engl. Tokyo Institute of Technology), arbeitete. Ab 1949 war er an der Princeton University als Assistent von Oswald Veblen und arbeitete dort insbesondere mit Salomon Bochner über globale Differentialgeometrie, was zu einer gemeinsamen Monographie über Betti-Zahlen und Krümmung führte. 1953 schloss sich ein Aufenthalt an der Universität Rom an, wobei er auf dem Internationalen Kongress für Differentialgeometrie in Rom vortrug und auch andere Universitäten in Europa besuchte. 1954 war er am Mathematischen Zentrum in Amsterdam, wo er mit Jan Arnoldus Schouten zusammenarbeitete. 1958 war er Gastprofessor an der University of Southampton und 1960 in Hongkong und auch später war er regelmäßig Gastprofessor an verschiedenen britischen, kanadischen und US-amerikanischen Universitäten. 1972 ging er am Tokyo Institute of Technology in den Ruhestand, blieb aber weiter wissenschaftlich aktiv.
Er veröffentlichte rund 330 wissenschaftliche Arbeiten überwiegend in Differentialgeometrie. Mit Bochner bewies er, dass die Isometriegruppe einer kompakten Riemannschen Mannigfaltigkeit mit negativer Ricci-Krümmung endlich ist (Satz von Bochner und Yano).
Er war Invited Speaker auf dem Internationalen Mathematikerkongress in Amsterdam 1954 (On pseudo-Hermitian and pseudo-Kaehlerian manifolds).

## Schriften
- Morio Obata (Hrsg.): Selected papers of Kentaro Yano, North Holland 1982
- Les espaces à connexion projective et la géométrie projective des paths, Iasi, 1938
- Geometrie von Zusammenhangsformen (japanisch), 1947
- Groups of Transformations in Generalized Spaces, Tokio, Akademeia Press, 1949
- mit Salomon Bochner: Curvature and Betti Numbers, Princeton University Press, Annals of Mathematical Studies, 1953
- The theory of Lie derivatives and its applications, North Holland 1957
- Differential geometry on complex and almost complex spaces, Macmillan, New York 1965
- Integral formulas in Riemannian Geometry, Marcel Dekker, New York 1970
- mit Shigeru Ishihara: Tangent and cotangent bundles: differential geometry, New York, M. Dekker 1973
- mit Masahiro Kon: Anti-invariant submanifolds, Marcel Dekker, New York 1976
- mit Masahiro Kon: CR Submanifolds of Kählerian and Sasakian Manifolds, Birkhäuser 1983
- mit Masahiro Kon: Structures on Manifolds, World Scientific 1984